# Kurtis Roberts
Kurtis Roberts (Turlock, Californië, 17 november 1978) is een Amerikaans motorcoureur. Hij is de zoon van Kenny Roberts senior en de broer van Kenny Roberts junior, allebei kampioenen in de 500 cc-klasse van het wereldkampioenschap wegrace.

## Carrière
In 1997 debuteerde Roberts in de 250 cc-klasse van het wereldkampioenschap wegrace op een Aprilia. Halverwege het jaar stapte hij over naar een Honda. Hij kende een weinig succesvol seizoen, waarin een viertal achttiende plaatsen zijn beste klasseringen waren. Hij scoorde geen kampioenschapspunten.
In 1998 maakte Roberts de overstap naar het Amerikaans kampioenschap wegrace, waarin hij op een Honda debuteerde in de 250 cc-klasse. Hij eindigde dat jaar als tweede in die klasse en nam ook deel aan een aantal races in de Supersport-klasse. In zowel 1999 als 2000 werd hij kampioen in de Formula Xtreme-klasse, terwijl hij in 2000 ook de Supersport-klasse wist te winnen. In 2001 stapte hij over naar de superbike-klasse; hij behaalde drie podiumplaatsen en werd negende in de eindstand. Ook keerde hij dat jaar terug in het WK wegrace, waarin hij ditmaal aan de start kwam van de 500 cc-race in Maleisië voor Proton KR, het team van zijn vader, als wildcardcoureur. Hij kwam echter niet aan de finish.
Roberts moest het grootste deel van 2002 missen vanwege een blessure. In 2003 behaalde hij zijn eerste twee zeges in het Amerikaans kampioenschap superbike. Met 474 punten werd hij dat jaar derde in het klassement, achter Mat Mladin en Aaron Yates. In 2004 keerde hij terug naar het WK wegrace, waarin hij in de MotoGP, de vervanger van de 500 cc, wederom uitkwam voor Proton KR. Hij scoorde zijn eerste en enige kampioenschapspunt met een vijftiende plaats in Frankrijk en eindigde zo op plaats 29 in het kampioenschap. Hij moest het grootste deel van de tweede seizoenshelft echter missen vanwege een blessure. In deze races werd hij vervangen door James Haydon.
In 2005 kwam Roberts opnieuw uit in het Amerikaans kampioenschap superbike, maar kende hierin geen successen. Wel behaalde hij twee podiumplaatsen in de Formula Xtreme-klasse. Ook reed hij dat jaar opnieuw in de MotoGP op een Proton KR in de seizoensfinale op Valencia, maar kwam hierin niet aan de finish. In 2006 zette hij een eigen team op in het Amerikaans kampioenschap in samenwerking met Doug Chandler en kwam zo zelf weinig aan racen toe. Wel debuteerde hij dat jaar in het wereldkampioenschap superbike op een Ducati tijdens de laatste vijf raceweekenden als vervanger van Max Neukirchner. In tien races kwam hij slechts eenmaal aan de finish: hij behaalde een negentiende plaats in Lausitz en scoorde zo geen punten. Daarnaast debuteerde hij dat jaar ook in het wereldkampioenschap Supersport op een Suzuki in de race op Misano als eenmalige vervanger van Kai Børre Andersen, maar hij startte de race niet.
In 2007 keerde Roberts terug naar het team van zijn vader en reed hierin ditmaal op een KR212V. Hij kwam vanaf de race in Italië in actie als vervanger van zijn broer, die de motorfiets niet competitief genoeg vond. Een twaalfde plaats in Duitsland was het hoogtepunt van het seizoen en hij werd met 10 punten negentiende in het eindklassement. Dit was zijn laatste volledige seizoen als motorcoureur, alhoewel hij in 2008 en 2010 nog wel een aantal gastraces reed in de superbike- en Superstock-klassen van het Amerikaans kampioenschap wegrace.